# 小行星6279
小行星6279（英語：6279）是一颗围绕太阳公转的小行星。1977年10月18日，K. L. Faul在帕洛马山发现了此天体。
这颗小行星的绝对星等为355.5842930907958等。